# Ким, Алина
Алина Ким (род. 30 января 2003, Алма-Ата) — казахстанский блогер (тиктокер) и актриса.
Является самым популярным тиктокером СНГ по количеству подписчиков (50,7 млн в 2023 году), входит в топ-30 наиболее популярных тиктокеров мира.

## Биография
Родилась 30 января 2003 года в Алма-Ате. Её отец родом из Южной Кореи, а мама — из Казахстана.
Ещё будучи ученицей 9 класса средней школы, Алина начала активно вести аккаунты в социальных сетях, где у аудитории получила известность под прозвищем Хомяк (Хома). Своё первое видео опубликовала в декабре 2018 года.
В октябре 2020 года присоединилась к первому составу тикток-хауса YOLO House. Два года была наиболее популярной его участницей, в марте 2022 года покинула проект.
В 2020 году выпустила песню «Новая страница» в дуэте с коллегой по тикток-хаусу Аделей Бакиевой.
В 2021 году снялась в клипе Рахима Абрамова «Этой ночью».
В 2022 году снялась в главной роли в сериале «Таргет», сыграв школьницу Веронику.
По состоянию на октябрь 2022 года занимает 24 место в мире по количеству подписчиков в TikTok и является самой популярной тиктокершой в СНГ, имея 45,9 млн подписчиков. На август 2024 года подписчиками являются 53 млн.человек.